# Tess (opera)
Tess è un'opera in quattro atti, composta da Frédéric Alfred d'Erlanger su libretto di Luigi Illica, tratto dal romanzo Tess dei d'Urberville di Thomas Hardy.  

## Prima rappresentazione
La prima rappresentazione avvenne a Napoli al Teatro di San Carlo il 9 aprile 1906, con Ettore Panizza per direttore. Una rappresentazione precedente, il 7 aprile, era stata interrotta da un'eruzione del Vesuvio. L'opera fu ripresa a Milano al Teatro Dal Verme nel 1908 diretta da Tullio Serafin, con Tina Desana, Piero Schiavazzi, ed Ernesto Badini nei ruoli di Tess, Angel, e Alec, e al Covent Garden di Londra l'anno successivo, di nuovo con la direzione di Panizza.
| personaggi        | tipologia vocale | Interprete        |
| Tess              | soprano          | Rina Giachetti    |
| Jack              | baritono         | Michel Wigley     |
| Joan              | soprano          | Sig.na Bernasconi |
| Aby               | soprano          | Emma Trentini     |
| Angel Clare       | tenore           | Amedeo Bassi      |
| Alec D'Urberville | baritono         | Mario Sammarco    |
| Toronton Dick     | tenore           | Angelo Badà       |
| Nancy             | soprano          | Sig.na Manarini   |
| Dark-Car          | soprano          | Sig.na Zaccaria   |

## Trama

### Atto I: Il cottage di Jack Durbeyfield nella Blackmoor Vale, Wessex.
Tess sveglia il fratello minore Aby e lo manda al mercato con il carretto sgangherato trainato dal vecchio cavallo Prince, la principale risorsa della famiglia. Jack Durbeyfield e Joan, sua moglie, i genitori di Tess, aspettano una visita sgradita: Toronton,  un commerciante con cui Durbeyfield è in debito, ma il loro visitatore porta una piacevole sorpresa, informandoli che sono parenti della grande famiglia del quartiere, i D'Urberville. Vedendo una via di fuga dai loro problemi, Durbeyfield e sua moglie progettano di far incontrare Tess e l'erede della famiglia. Questo piano è però ostacolato dal fatto che Tess ha già un ammiratore, Angel Clare; questo "filosofo di campagna" viene a chiedere la mano di Tess, ma il suo coraggio viene meno.
I genitori si sforzano, senza tradire un'eccessiva ansia, di imprimere a Tess la dignità della sua nuova genealogia, accennando al fatto che dovrebbe andare dai D'Urberville: Tess, che è abbastanza felice così com'è, rifiuta, e la madre si schiera con lei, con grande sdegno del padre. Ma in quel momento Aby torna con la notizia che Prince, il cui fedele servizio li aveva finora tenuti lontani dalla rovina, è stato ucciso. Tess accetta l'inevitabile e lascia la casa per cercare i suoi nuovi cugini.

### Atto II: Casa D'Urberville
Tess ha suscitato l'inimicizia della servitù di casa D'Urberville (Dark-Car, Nancy e Dick) a causa delle attenzioni riservatele da Alec D'Urberville, il giovane padrone di casa; egli, avendo scelto Tess come preda, si guadagna la gratitudine e la fiducia della ragazza salvandola dalla minaccia di violenza dei servi gelosi. 
Tess ha deciso di lasciare il suo ambiente bello, ma infelice, e di tornare a casa, quando Aby si presenta con cattive notizie sulla situazione dei Durbeyfield: la madre è malata, e la famiglia non ha di che vivere. Tess decide quindi di restare, dando ad Aby i suoi pochi risparmi da portare a casa e dicendogli di essere abbastanza felice nella sua nuova vita.
Arriva la notte e, grazie all'astuzia di Dark-Car, Tess si ritrova chiusa fuori casa. Sopraggiunge Alec e Tess si rivolge a lui, in confidenza, per chiedere aiuto. L’uomo con subdola insistenza convince Tess che con lui è al sicuro.

### Atto III: La fattoria di Talbothays
Tess è incantata dall'amore di Angel Clare, che lei ricambia, anche se per ora non c'è stata alcuna dichiarazione, perché il senso di indegnità di Tess ha tenuto a bada Angel. Tuttavia, Tess ha finalmente promesso di vederlo da sola a mezzogiorno, e la sensazione di dover dare la sua risposta le fa rivivere il ricordo del suo amaro passato: la povertà, l’infanzia senza amore. Ma ora ama ed è amata. Con gratitudine a Dio per il suo perdono, decide di dire ad Angel la verità, ma, incerta, si fa promettere dal padre di assumersi questo compito. La sua mente ora è tranquilla: Tess lascia che Angel la conquisti, a dispetto di se stessa.

### Atto IV: La camera nuziale
Tess e Angel sono accolti da Aby e dalle amiche di Tess. Rimasta sola con Angel, Tess gli esprime tutta la sua gratitudine per il suo amore e il suo generoso perdono. Angel, che non conosce la storia di Tess, poiché il padre non ha mantenuto la promessa di spiegargli tutto, non riesce a capire le ragioni d tanta gratitudine, e Tess si rende conto della terribile verità: Angel non sa. Per suggestione, più che per parole, l'orribile segreto viene gradualmente messo a nudo; Angel, sconvolto e con il cuore spezzato, cerca di trovare una soluzione, ma la Tess che amava non è la Tess che vede davanti a sé, ed è questo che rende la sua prima notte di nozze una beffa. Tess coglie la situazione in un lampo e, vedendo che la sua effimera visione della felicità è svanita per sempre, guarda Angel per l'ultima volta e scompare, lasciando l’affranto Angel solo con il suo dolore.

## Discografia[4]
| Aria                       | Interprete       | Etichetta discografica | Numero di etichetta |
| -------------------------- | ---------------- | ---------------------- | ------------------- |
| Stanotte ho fatto un sogno | Amedeo Bassi     | Fonotipia              | XPh 1978            |
| Il sogno è la coscienza    | Amedeo Bassi     | Fonotipia              | XPh 1979            |
| Stanotte ho fatto un sogno | Alessandro Bonci | Fonotipia              | XPh 3403            |
| Il sogno è la coscienza    | Alessandro Bonci | Fonotipia              | XPh 3404            |